# フォリアニーゼ
フォリアニーゼ（イタリア語: Foglianise）は、イタリア共和国カンパニア州ベネヴェント県にある、人口約3,300人の基礎自治体（コムーネ）。

## 地理

### 位置・広がり
ベネヴェント県のコムーネ。県都ベネヴェントから西北西へ11kmの距離にある。

#### 隣接コムーネ
隣接するコムーネは以下の通り。
- ベネヴェント
- カステルポート
- カウターノ
- トッレクーゾ
- ヴィトゥラーノ